# 李瀛
李瀛（1449年—？），字宗澤，順天府宛平縣人，官籍。明朝政治人物。進士出身。

## 生平
順天府鄉試第一百十一名。成化八年（1472年）壬辰科會試第二百四十六名，殿試登進士第三甲第一百零六名。

## 家族
曾祖父李嘉，曾任禮部左侍郎。祖父李栗，贈兵部右侍郎。父亲李謙，曾任冠帶舍人。